# Regi Penxten
Regi Penxten (né le 4 mars 1976 à Hasselt), est un producteur et DJ belge d'Eurodance. En tant que producteur, il est principalement actif dans le domaine de la house sous le pseudonyme de Regi. Auparavant, il était considéré dans son pays comme l'un des musiciens de trance les plus talentueux. En dehors de la Belgique, il est surtout connu pour sa participation aux projets Sylver et Milk Inc.

## Biographie
Pour les éliminatoires belges du Concours Eurovision de la chanson junior 2006, Penxten produit en mai 2006 la chanson Ik wil je nooit meer kwijt de Nicolas Caeyers. Caeyers, alors âgé de 14 ans, se classe cinquième et donc dernier lors de la finale des éliminatoires belges le 1er octobre 2006. En novembre 2007, Penxten sort son premier album solo Registrated. Pour ce faire, il collabore avec d'autres artistes belges de différents genres musicaux, notamment Kate Ryan, Scala et Danzel. En Belgique, l'album est certifié disque d'or avant même sa sortie, avec plus de 10 000 exemplaires vendus. En novembre 2007, Penxten annonce vouloir participer pour la première fois à l'Eurovision 2008 avec une composition. En février 2008, la formation Ellis-T, créée spécialement pour l'Eurovision, a échoué en troisième quart de finale des présélections belges avec la chanson My Music qu'il avait composée.
Début avril 2008, le premier concert solo de Penxten, intitulé Regi in the Mix - Registrated, a lieu à la Lotto Arena d'Anvers, qui affichait complet avec 7 500 spectateurs,. Jusqu'à cette date, Penxten ne s'était produit en tant que DJ que dans des clubs et des raves. En été 2008, Penxten compose une nouvelle musique pour l'émission de jeu Blokken de la chaîne de télévision belge één. De septembre 2008 à août 2011. Dès le janvier 2009, Penxten a sa propre émission hebdomadaire sur la radio flamande MNM, dans laquelle il présente et mixe les derniers hits dance. Durant l'été 2009, Penxten participe à la campagne Respect! de Levenslijn, une initiative belge destinée aux enfants et visant à améliorer la sécurité routière. En collaboration avec Urbanus, il compose et produit la chanson De Zeppe & Zikki Song pour la campagne,. Dans les charts flamands, la chanson se hisse à la deuxième place, et est récompensée par un disque d'or.
Le 31 janvier 2010, Penxten est nommé citoyen d'honneur de sa ville de résidence Heusden-Zolder, entre autres pour ses succès musicaux,. En juin 2010, il sort son deuxième album solo, Registrated 2. Tout comme le premier album solo, il est réalisé en collaboration avec des artistes internationaux et nationaux, notamment Kaya Jones (Pussycat Dolls), Tyler Connolly (Theory of a Deadman), Turbo B (Snap!), Ray Slijngaard (2 Unlimited), Katherine Ellis (Freemasons), VanVelzen, Katerine, Jessy et Scala. Dans la semaine suivant immédiatement sa sortie, l'album se hisse en tête des classements officiels des albums, passant de zéro à la première place, et y reste pendant les cinq semaines suivantes.
En collaboration avec Dave Till et Rudy Zensky, il publie en mai 2015 la chanson HIYA. Celle-ci sort sur le label Smash the House de Dimitri Vegas & Like Mike, où ils avaient déjà publié leur collaboration commune Momentum. La chanson s'inscrit principalement dans le courant big room, très populaire à l'époque, avec des éléments hardstyle. Le successeur Hey sort un an plus tard. Penxten sort son troisième album solo, Voices, en octobre 2015. L'album est de nouveau réalisé en collaboration avec des artistes de son pays natal (Stan Van Samang, Scala) et d'ailleurs (Patti Russo, Moya). Pour ce faire, il produit exclusivement dans le domaine de la house music. On y trouve ainsi des morceaux de house progressive, d'electro et de deep house. Comme l'album solo précédent, Voices se classe premier des ventes d'albums dès sa sortie.

## Discographie

### Albums studio
- 2007 : Registrated
- 2010 : Registrated 2
- 2015 : Voices
- 2020 : Vergeet de tijd

### Albums live
- 2008 : Live In Antwerp
- 2009 : Live In Hasselt

### EP
- 2008 : Registrated

### Singles
- 2006 : No Music
- 2006 : Larger than Life (avec Wout)
- 2007 : I Fail (feat. Scala)
- 2007 : Aaa Anthem (avec BP)
- 2008 : Night and Day (avec Tom Helsen)
- 2010 : Hang On (avec Stan Van Samang)
- 2010 : Take It Off (feat. Kaya Jones)
- 2011 : We Be Hot (avec Turbo B feat. Ameerah)
- 2012 : Momentum (avec Dimitri Vegas & Like Mike)
- 2012 : Our Love (avec StereoPalma feat. Craig David)
- 2014 : Reckless (feat. Moya)
- 2014 : Invincible (feat. Moya)
- 2014 : Wait Till Tomorrow (avec Yves feat. Mitch Crown)
- 2015 : When It Comes to Love (avec Lester Williams feat. Patti Russo)
- 2015 : Hiya (avec Dave Till feat. Rudy Zensky)
- 2015 : The Party Is Over (avec Sem Thomasson feat. LX)
- 2015 : Elegantly Wasted (avec Scala)
- 2016 : Light the Sky (avec gli Wolfpack feat. Alessia)
- 2016 : Hey (avec Dave Till et Rudy Zensky)
- 2016 : Should Have Been There
- 2017 : Where Did You Go (Summer Love)
- 2017 : You Have a Heart (avec OT)
- 2018 : Ellie (feat. Jake Reese)
- 2018 : Ordinary (avec Milo Meskens)
- 2019 : Summer Life (avec Jake Reese e OT)
- 2019 : Rebel (avec Jebroer)
- 2020 : Kom wat dichterbij (feat. Jake Reese & OT)
- 2020 : Zo ver weg (feat. Jake Reese & OT)
- 2020 : They Don't Know (feat. OT)
- 2020 : It's Gonna Be Alright (avec Lester Williams)
- 2020 : I Won't Tell (avec Mattn)
- 2020 : Vergeet de tijd (avec Camille)
- 2020 : Vechter (avec Camille)
- 2021 : Alles is op (avec Samson)
- 2021 : De wereld draait voor jou (avec Niels Destadsbader)
- 2021 : Duizend sterren (avec Pauline)
- 2021 : Lost Without You (avec Pauline)

### Avec Milk Inc.
- 1998 : Apocalyps(e) Cow
- 2000 : Land of the Living
- 2001 : Double Cream
- 2002 : Milk Inc.
- 2003 : Closer
- 2006 : Supersized
- 2008 : Forever
- 2011 : Nomansland
- 2013 : Undercover